# Коктел за четворица
„Коктел за четворица” је југословенски и македонски ТВ филм из 1970. године. Режирао га је Димитрие Османли а сценарио је написао Томе Арсовски.

## Улоге
| Глумац           | Улога |
| ---------------- | ----- |
| Киро Ћортошев    |       |
| Вукосава Донева  |       |
| Ацо Јовановски   |       |
| Снежана Стамеска |       |